# Petr Bucháček
Petr Bucháček (nascido em 9 de junho de 1948) é um ex-ciclista olímpico tchecoslovaco. Representou sua nação em dois eventos nos Jogos Olímpicos de Verão de 1976.